# Thomas Arbuthnott
Thomas Bone Arbuthnott (* 29. Juni 1911 in Glasgow, Vereinigtes Königreich; † 20. Januar 1995) war ein neuseeländischer Boxer.

## Leben und Karriere
Arbuthnott kam als Sohn der Eheleute David Arbuthnott und Mary Robertson Bone zur Welt. Noch im Jahr der Geburt emigrierte die Familie nach Neuseeland. Für dieses Land startete Arbuthnott bei den Olympischen Sommerspielen in Berlin 1936 im Boxen.
Er trat im Weltergewicht an. Nachdem er in der ersten Runde ein Freilos erhalten hatte, war er im Achtelfinale gegen den Argentinier Raúl Rodríguez unterlegen und errang somit einen neunten Platz.
Arbuthnott war seit 1939 verheiratet, hatte eine Tochter und zwei Enkel. Er lebte in Auckland.